# Championnat d'Amérique du Sud de rugby à XV 1989
Navigation
Championnat 1987 Championnat 1991
Le Championnat d'Amérique du Sud de rugby à XV 1989 est une compétition de rugby à XV organisée par la Confederación sudamericana de rugby. La 16e édition se déroule du 7 octobre au 14 octobre 1989 et est remportée par l'équipe d'Argentine.

## Équipes participantes
- Argentine
- Chili
- Uruguay
- Paraguay
- Brésil

## Format
L'Argentine, le Brésil, le Chili, l'Uruguay et le Paraguay disputent des matchs sous la forme d'un tournoi. Le premier est déclaré vainqueur.

## Classement
| Rang | Nation        | J | V | N | D | Pm  | Pe  | Diff | Pts |
| ---- | ------------- | - | - | - | - | --- | --- | ---- | --- |
| 1    | Argentine (T) | 4 | 4 | 0 | 0 | 248 | 30  | +218 | 8   |
| 2    | Uruguay       | 4 | 3 | 0 | 1 | 109 | 71  | +38  | 6   |
| 3    | Chili         | 4 | 2 | 0 | 2 | 87  | 84  | +3   | 4   |
| 4    | Brésil        | 4 | 1 | 0 | 3 | 73  | 207 | -134 | 2   |
| 5    | Paraguay      | 4 | 0 | 0 | 4 | 34  | 159 | -125 | 0   |

|  | Vainqueur (no 1).        |
|  | T : Tenant du titre 1987 |

## Résultats
| 7 octobre 1989 | Chili | 12 – 9 | Paraguay | Montevideo |
| 7 octobre 1989 |       |        |          | Montevideo |
| 7 octobre 1989 |       |        |          | Montevideo |

| 7 octobre 1989 | Uruguay | 44 – 13 | Brésil | Montevideo |
| 7 octobre 1989 |         |         |        | Montevideo |
| 7 octobre 1989 |         |         |        | Montevideo |

| 8 octobre 1989 | Argentine | 103 – 0 | Brésil | Montevideo |
| 8 octobre 1989 |           |         |        | Montevideo |
| 8 octobre 1989 |           |         |        | Montevideo |

| 8 octobre 1989 | Uruguay | 32 – 7 | Paraguay | Montevideo |
| 8 octobre 1989 |         |        |          | Montevideo |
| 8 octobre 1989 |         |        |          | Montevideo |

| 10 octobre 1989 | Argentine | 36 – 9 | Chili | Montevideo |
| 10 octobre 1989 |           |        |       | Montevideo |
| 10 octobre 1989 |           |        |       | Montevideo |

| 10 octobre 1989 | Brésil | 40 – 11 | Paraguay | Montevideo |
| 10 octobre 1989 |        |         |          | Montevideo |
| 10 octobre 1989 |        |         |          | Montevideo |

| 12 octobre 1989 | Argentine | 75 – 7 | Paraguay | Montevideo |
| 12 octobre 1989 |           |        |          | Montevideo |
| 12 octobre 1989 |           |        |          | Montevideo |

| 12 octobre 1989 | Uruguay | 19 – 17 | Chili | Montevideo |
| 12 octobre 1989 |         |         |       | Montevideo |
| 12 octobre 1989 |         |         |       | Montevideo |

| 14 octobre 1989 | Chili | 49 – 20 | Brésil | Montevideo |
| 14 octobre 1989 |       |         |        | Montevideo |
| 14 octobre 1989 |       |         |        | Montevideo |

| 14 octobre 1989 | Uruguay | 14 – 34 | Argentine | Montevideo |
| 14 octobre 1989 |         |         |           | Montevideo |
| 14 octobre 1989 |         |         |           | Montevideo |